# Piritiba
Piritiba is een gemeente in de Braziliaanse deelstaat Bahia. De gemeente telt 26.265 inwoners (schatting 2009).